# Llei de Lambert-Beer
En òptica, la llei de Beer-Lambert, també coneguda com a llei de Beer o llei de Beer-Lambert-Bouguer és una relació empírica que relaciona l'absorció de llum amb les propietats del material travessat. La llei de Beer va ser descrita independentment (i de diferents maneres) per Pierre Bouguer el 1729, Johann Heinrich Lambert el 1760 i August Beer el 1852. En forma independent, Wilhelm Beer i Johann Lambert van proposar que l'absorbància d'una mostra a determinada longitud d'ona depèn de la quantitat d'espècie absorbent amb la qual es troba la llum en passar per la mostra.

## Expressió
La llei de Beer-Lambert relaciona la intensitat de llum entrant en un medi amb la intensitat sortint després que en aquest medi es produeixi alguna absorció. La relació entre les dues intensitats es pot expressar a través de la següent relació:

{\displaystyle {I_{1} \over I_{0}}=i^{-\alpha lc}=e^{-A}}

On:
{\displaystyle I_{1},I_{0}\,}, són les intensitats sortint i entrant respectivament.
{\displaystyle A=\alpha LC}, és l'absorbància, que es pot calcular també com: {\displaystyle A=-\ln {\frac {I_{1}}{I_{0}}}}
{\displaystyle L\,} és la longitud travessada per la llum en el medi,
{\displaystyle C\,} és la concentració de l'absorbent en el medi.
{\displaystyle \alpha ={\frac {4\pi \ k_{\lambda }}{\lambda }}} és el coeficient d'absorció:
{\displaystyle \lambda \,} és la longitud d'ona de la llum absorbida.
{\displaystyle K_{\lambda }\,} és el coeficient d'extinció.
La llei explica que hi ha una relació exponencial entre la transmissió de llum a través d'una substància i la concentració de la substància, i també entre la transmissió i la longitud del cos que la llum travessa. Si coneixem {\displaystyle I} i {\displaystyle \alpha }, la concentració de la substància pot ser deduïda a partir de la quantitat de llum transmesa.
Les unitats de {\displaystyle C\,} i {\displaystyle \alpha } depenen de la manera en què s'expressi la concentració de la substància absorbent. Si la substància és líquida, se sol expressar com una fracció molar. Les unitats de α són la inversa de la longitud (per exemple cm–1). En el cas dels gasos, {\displaystyle C\,} pot ser expressada com densitat (la longitud al cub, per exemple cm–3), en aquest cas α és una secció representativa de l'absorció i té les unitats en longitud al quadrat (cm², per exemple). Si la concentració de s'expressa en mols per volum, és l'absorbància molar normalment donada en mol cm–2.
El valor del coeficient d'absorció {\displaystyle \alpha } varia segons els materials absorbents i amb la longitud d'ona per a cada material en particular. Se sol determinar experimentalment. La llei tendeix a no ser vàlida per concentracions molt elevades, especialment si el material dispersa molt la llum. La relació de la llei entre concentració i absorció de llum està basada en l'ús d'espectroscòpia per identificar substàncies.

## Llei de Beer-Lambert a l'atmosfera
Aquesta llei també s'aplica per a descriure l'atenuació de la radiació solar en passar a través de l'atmosfera. En aquest cas hi ha dispersió de la radiació més d'absorció. La llei de Beer-Lambert per a l'atmosfera se sol expressar

{\displaystyle I_{n}=I_{0}\,\exp(-(k_{a}+k_{g}+k_{NO_{2}}+k_{w}+k_{O_{3}}+k_{r})m)},

on cada {\displaystyle k_{x}} és un coeficient d'extinció el subíndex identifica la font d'absorció o dispersió:
{\displaystyle A} fa referència a aerosols densos (que absorbeixen i dispersen)
{\displaystyle G} són gasos uniformement barrejats (principalment diòxid de carboni ({\displaystyle CO_{2}}) i oxigen molecular ({\displaystyle O_{2}}) que només absorbeixen)
{\displaystyle NO_{2}} és diòxid de nitrogen, degut principalment a la contaminació (només absorbeix)
{\displaystyle W} és l'absorció produïda pel vapor d'aigua
{\displaystyle O_{3}} és ozó (només absorció)
{\displaystyle R} és la dispersió de Rayleigh per al dioxigen ({\displaystyle O_{2}}) i dinitrogen ({\displaystyle N_{2}}) (responsable del color blau del cel).